# 骨膜炎
骨膜炎是指因骨膜发炎而引起的病症。骨膜是骨头周围的一层结缔组织。骨膜炎通常是一种慢性疾病，伴有疼痛和肿胀。
初次参加运动或运动量猛增的锻炼者，容易发生疲劳性骨膜炎。